# リュドミラ・ツリシチェワ
リュドミラ・イワーノヴナ・ツリシチェワ（ロシア語: Людми́ла Ива́новна Тури́щева、英語: Ludmilla Ivanovna Tourischeva、グロズヌイ出身、1952年7月10日 - ）は、オリンピックで9個のメダルを獲得したソビエト連邦の元女子体操選手。

## 来歴
ツリシチェワは1965年から体操競技を始め、1967年には早くもソ連代表を競うまでになった。彼女は後にナタリア・シャポシュニコワやナタリア・ユルチェンコのコーチも務めたウラジスラフ・ラストロツキーの指導を受け、ちょうど16歳の誕生日の後に1968年メキシコシティオリンピックのソ連代表に選ばれ、団体総合の金メダルを獲得し、個人総合では24位に入った。
2年後にはツリシチェワはソ連代表のリーダーになっていた。1970年から1974年まで、彼女はほとんど全ての主要な国際試合に君臨し、1970年と1974年の世界選手権、1971年と1973年のヨーロッパ選手権、1975年のワールドカップで個人総合の金メダルを勝ち取った。彼女は古典的なソビエトスタイルの体現者と見なされていた。洗練されて優雅で申し分のない表現と確固たる技術。
1972年のミュンヘンオリンピックでツリシチェワはメダルの本命であったが、彼女自身はテレビ向きで彗星のごとく人気者となった、チームメイトのオルガ・コルブトによって影が薄くなっている事に気付いていた。コルブトが段違い平行棒から落下し、ツリシチェワは個人総合の金メダルを獲得したが、種目別では2つのメダルを獲得したものの、銀と銅にとどまった。ツリシチェワは国際試合においてゆかで2曲の別の音楽を使い分けた初の女子体操選手の1人であった。団体総合では映画『サーカス (Circus)』からイサーク・ドゥナエフスキー作曲のマーチを、個人総合ではフランツ・グローテによる映画『我が夢の乙女 (Die Frau meiner Träume)』の曲を使用した。
ツリシチェワは1975年のヨーロッパ選手権の個人総合では無冠に終わった。ルーマニアの13歳ナディア・コマネチが個人総合、段違い平行棒、平均台、跳馬を制した。ツリシチェワのチームメイト、ネリー・キムは、個人総合で2位にくい込み、ゆかでも金メダルを獲得した。それでもツリシチェワは同年のワールドカップには圧勝し、立ち直りを見せた。
ツリシチェワは背中の怪我と戦った後、自身3度目となる1976年のモントリオールオリンピックに出場し、団体総合では3つ目となる金メダルを獲得した。しかし個人総合ではコマネチとキムに遅れをとり、銅メダルに終わった。種目別の跳馬とゆかではキムには敗れたが、コマネチを抑えて銀メダルを獲得した。彼女のオリンピックにおけるメダルの総獲得数は金4・銀3・銅2となった。
1980年にイギリスのジャーナリスト、デヴィッド・フンは「決してライバル達のような押しの強さは無かったが、落ち着きという点で彼女は最高だった」とツリシチェワについて書いている。実際彼女は試合での冷静沈着な佇まいで有名であった。ツリシチェワの最も有名な演技の1つであるロンドンのウェンブリー・スタジアムで行なわれた1975年のワールドカップにおける段違い平行棒では、そこにいた全ての人々はケーブルを支えていた金属フックが壊れる大きな音に驚いた。正に彼女が演技を終え、着地したと同時に段違い平行棒は文字通り破壊され、床面に崩れ落ちた。ツリシチェワは審判に会釈し、器具の残骸を見るために振り返る事すらせずに、静かにその場を離れた。彼女はそのまま個人総合と全ての種目で金メダルを獲得した。長年を経た後、彼女はその瞬間について1つの事しか覚えていないと語った。 - 彼女は自分の演技を完遂しなければならず、「それだけを考えていました」。コーチであるウラジスラフ・ラストロツスキーは彼女について「リュドミラはどんな状況でも死ぬまで戦います」と言った。
ツリシチェワは礼儀正しい態度でも知られていた。1976年のモントリオールオリンピックでは、彼女は自分自身のメダルを受け取る前に、個人的に優勝者のナディア・コマネチを祝福し握手するために壇上を歩み寄った。
1977年、彼女は陸上短距離選手で1972年ミュンヘンオリンピックの100mと200mの金メダリストであるワレリー・ボルゾフと結婚した。1981年には国際体操連盟の女子体操技術委員に選任された。ツリシチェワはコーチとして、国際審判員として、ウクライナ体操連盟の役員として体操競技に関わり続けている。彼女の教え子の1人に1996年のアトランタオリンピックで個人総合の金メダリストとなったリリア・ポドコパエワがいる。
ツリシチェワは体操競技における功績により、国際オリンピック委員会からのウィメン・イン・スポーツ賞など数多くの栄誉を受けた。1998年には国際体操殿堂入りを果たしている。

## 戦績（オリンピック以外）
| 年   | 大会               | 個人 | 団体 | VT | UB | BB | FX |
| ---- | ------------------ | ---- | ---- | -- | -- | -- | -- |
| 1967 | ソビエト連邦杯     | 金   |      |    |    |    |    |
| 1968 | ソビエト連邦杯     | 銅   |      |    |    |    |    |
| 1969 | ヨーロッパ選手権   | 銅   |      |    | 銅 |    | 銅 |
| 1969 | ソビエト連邦選手権 | 銅   |      | 銀 |    | 銀 | 銀 |
| 1969 | ソビエト連邦杯     | 金   |      |    |    |    |    |
| 1970 | 世界選手権         | 金   | 金   | 銅 | 銀 |    | 金 |
| 1970 | ソビエト連邦選手権 |      |      |    | 金 |    | 金 |
| 1970 | ソビエト連邦杯     | 銅   |      |    |    |    |    |
| 1971 | ヨーロッパ選手権   | 金   |      | 金 | 銀 | 銀 | 金 |
| 1971 | ソビエト連邦選手権 |      |      | 銀 | 銅 |    | 銀 |
| 1971 | ソビエト連邦杯     | 金   |      |    |    |    |    |
| 1972 | ソビエト連邦選手権 | 金   |      | 金 | 金 |    |    |
| 1972 | ソビエト連邦杯     | 銀   |      |    |    |    |    |
| 1973 | ヨーロッパ選手権   | 金   |      | 金 | 金 | 金 | 金 |
| 1973 | ソビエト連邦選手権 |      |      | 金 | 金 |    |    |
| 1973 | ソビエト連邦杯     | 金   |      |    |    |    |    |
| 1974 | 世界選手権         | 金   | 金   | 銀 | 銅 | 金 | 金 |
| 1974 | ソビエト連邦選手権 | 金   |      |    |    |    |    |
| 1974 | ソビエト連邦杯     | 金   |      |    |    |    |    |
| 1975 | ワールド・カップ   | 金   |      | 金 | 金 | 金 | 金 |
| 1975 | ヨーロッパ選手権   |      |      |    |    |    | 銅 |
| 1975 | ソビエト連邦選手権 | 銅   |      | 金 |    |    |    |
| 1976 | ソビエト連邦杯     | 銀   |      |    |    |    |    |